# Le Flon
Le Flon – gmina (fr. commune; niem. Gemeinde) w Szwajcarii, w kantonie Fryburg, w okręgu Veveyse. Powstała 1 stycznia 2004 z połączenia gmin Bouloz, Pont (Veveyse) i Porsel.

## Demografia
W Le Flon mieszkają 1193 osoby. W 2020 roku 11,4% populacji gminy stanowiły osoby urodzone poza Szwajcarią.

## Transport
Przez teren gminy przebiega droga główna nr 155.